# 卡拉·布莱克

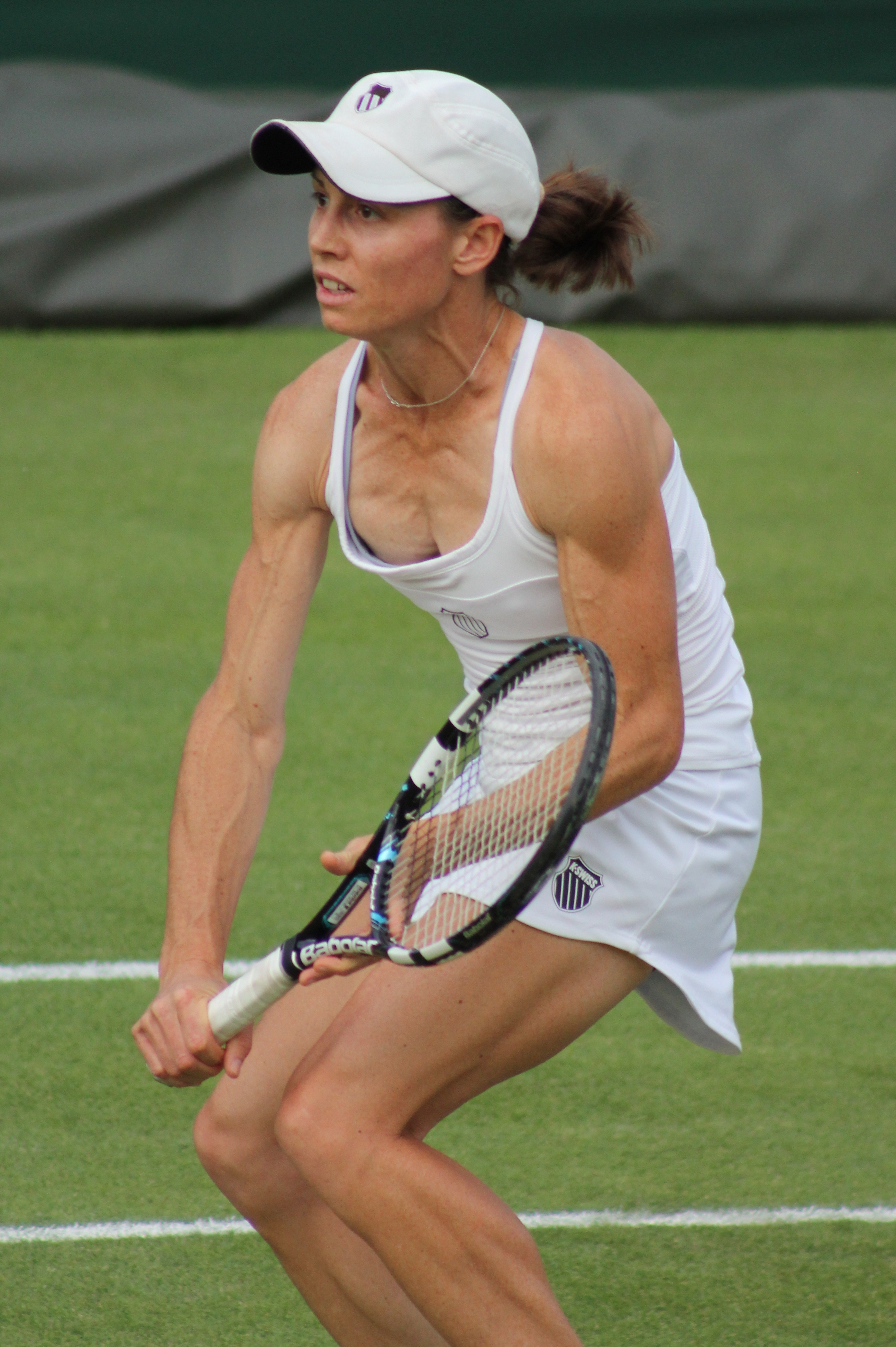
卡拉·布莱克

卡拉·布莱克（英語：Cara Black，1979年2月17日—），出生于哈拉雷，津巴布韦职业网球运动员，曾获得温布尔登网球锦标赛女子双打（2004年、2005年、2007年）和澳大利亚网球公开赛女子双打（2007年）冠军；但在單打方面則只有在2002年的某场賽事中取得冠軍。她有兩位同樣打網球的兄弟 — 拜伦和韋恩。
另外，她在2006年12月2日與Brett Stephens結婚。
卡拉·布莱克獲國際奧委會、國家及地區奧委會總會及國際網聯三方委員會邀請，成為首批獲得2008年夏季奧林匹克運動會網球比賽資格的選手。

## 資料來源
1. ↑  .   [2009-01-11]. （原始内容存档于2009-01-22）.
2. ↑  .   [2009-01-11]. （原始内容存档于2009-01-07）.

## 外部連結
- 卡拉·布莱克的国际女子网球协会官方資料（英文）
- 卡拉·布莱克的國際網球總會 職業／青少年 官方資料（英文）
- Fed Cup - Player profile - Cara BLACK (ZIM) （页面存档备份，存于）
- Cara Black & Liezel Huber's official site